# 东嘎镇
东嘎镇，是中华人民共和国辽宁省铁岭市昌图县下辖的一个乡镇级行政单位。

## 行政区划
东嘎镇下辖以下地区：
东嘎社区、东嘎村、东双村、南岭村、大榆村、秦家村、何家村、迷场村、黎家村、西岭村、高家村和坤都村。